# Carathis klagesi
Tessella klagesi là một loài bướm đêm thuộc phân họ Arctiinae, họ Erebidae.